# لطيفة الشخش
لطيفة الشخش (1974) هي رسامة وفنانة تشكيلية مغربية-فرنسية، تعيش وتعمل حالياً في سويسرا.

## حياتها
ولدت لطيفة في المغرب عام 1974 وهاجرت إلى فرنسا في سن الثالثة من عمرها. تخرجت من المدرسة الوطنية للفنون سيرغي-بونتواز ومدرسة ليون الوطنية للفنون الجميلة. بدأت الفنانة حياتها المهنية في عام 2002. حيث دعيت لعرض عملها في متحف تيت مودرن في لندن عام 2008. وشاركت في بينالي البندقية في عام 2011. حصلت على جائزة جائزة مارسيل دوشامب في عام 2013. قال ألفريد باكمنت [الإنجليزية]، مدير متحف الفن الحديث الوطني، ورئيس لجنة التحكيم «إن لطيفة تعرف كيفية تفعيل إمكانات المساحة التي تستثمرها باستخدام عناصر يسهل التعرف عليها. وان عملها بين السريالية والمفاهيمية، باقتصاد ودقة عن أهمية الرموز ويعكس هشاشة الحداثة.» حيث كانت أول امرأة ضيف لمعرض الماجستير السنوي في Haute École d'art et de design Genève [الإنجليزية] في ديسمبر 2015.

## المعارض
- 2007: لو ماجاسين، غرونوبل.
- 2008: متحف تيت مودرن، لندن.
- 2009: فريدريسيانوم، كاسل.

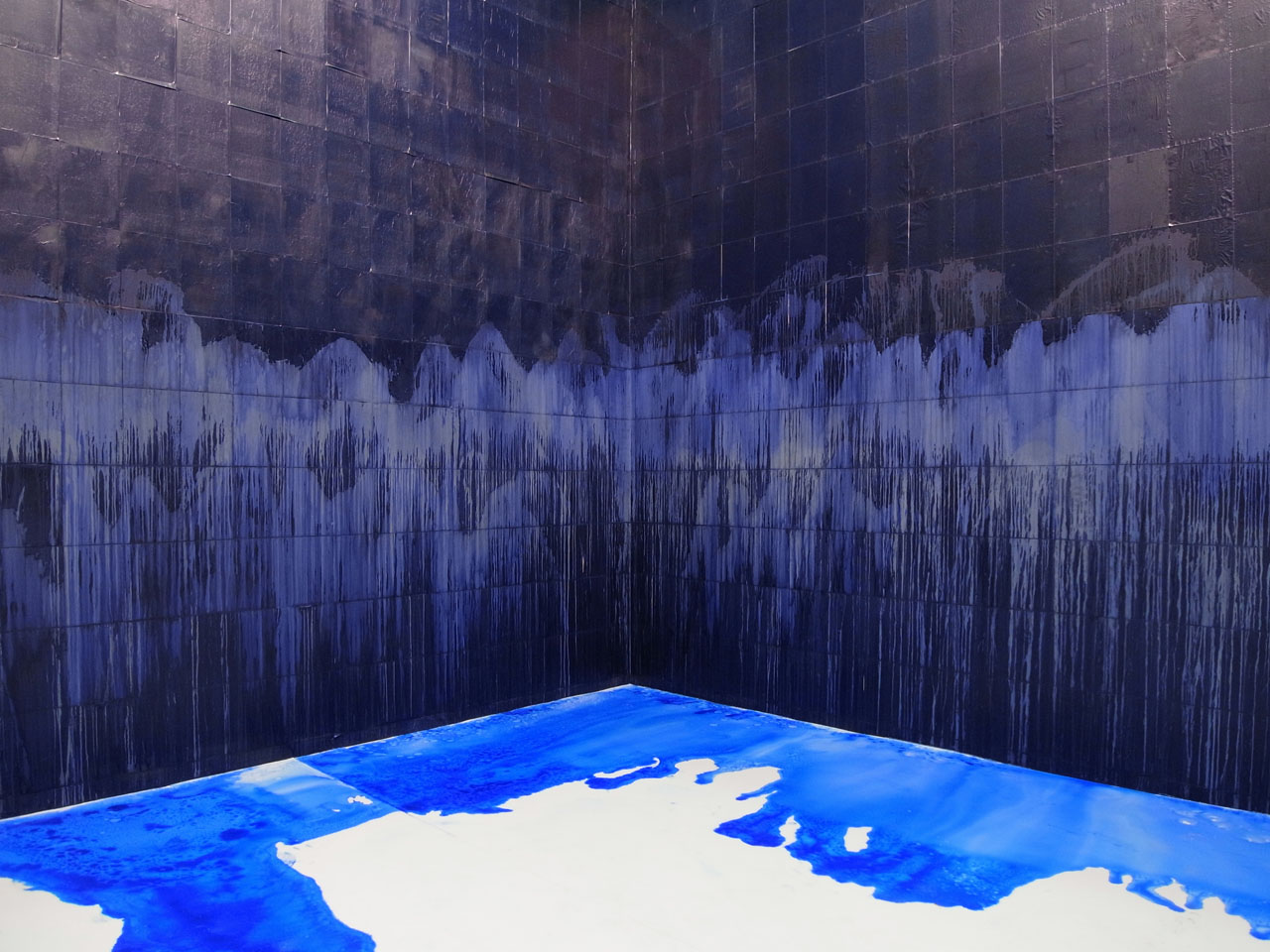

- 2009: لطيفة الشخش – بارتيتوريس، بيلفلد.
- 2009: المعهد السويسري للفن المعاصر نيويورك، نيويورك.
- 2010: لو رابل دي أويسو، بيرغامو، إيطاليا.
- 2012: لطيفة الشخش – مشروع في إطار الأيام الثقافية الأوروبية للبنك المركزي الأوروبي، فرانكفورت.
- 2013: لطيفة الشخش – متحف الفن المعاصر في ليون، ليون[13]
- 2013: متحف هامر، لوس أنجلوس[10]
- 2015: لطيفة الشخش – جائزة زيورخ للفنون 2015، هاوس كونستروكتيف، زيورخ.
- 2016: عبر تتلاشى، تورونتو.
- 2017: الجموع تتلاشى، بينالي إسطنبول، إسطنبول.
- 2018: السقوط، جميلة وجميلة، غنت.
- 2018: لو جاردين إم أوشانيك، متحف موناكو الوطني الجديد.
- 2018: المساحات الحسية 14، متحف بويجمانز فان بيونينغن، روتردام.
- 2019: الرومانسية، مؤسسة ميمو، روما.
- 2019: الحرية والشجرة، كونستهال ماينز.
- 2020: الشمس والمجموعة، بي بي إس 22، شرلروة.
- 2022: الحفل، الجناح السويسري، المعرض الفني الدولي 59، بينالي البندقية.[14]